# Anapausis aberdarica
Anapausis aberdarica är en tvåvingeart som beskrevs av Freeman 1989. Anapausis aberdarica ingår i släktet Anapausis och familjen dyngmyggor.
Artens utbredningsområde är Kenya. Inga underarter finns listade i Catalogue of Life.